# Carlos Jorge Neto Martins
Carlos Jorge Neto Martins, ismertebb nevén Carlos Martins (Oliveira do Hospital, 1982. április 29. –) portugál labdarúgó. Jelenleg az SL Benfica és a portugál labdarúgó-válogatott középpályása.

## Karrierje
Carlos Martins a Sporting CP csapatában nevelkedett nyolcéves korától. 5 évet töltött a csapat "A" kereténél, gyakran bajlódott különböző sérülésekkel. 2001-ben az Campomaiorense-hez került egy évre kölcsönbe, majd 2003-ban az Académica-hoz.
2007 februárjában több mérkőzésen nyújtott fegyelmezetlenség miatt a Sporting akkori edzője, Paulo Bento száműzte őt az utolsó három hónapra.
Martins júniusban eligazolt a spanyol Recreativo de Huelva csapatához, ahol végigjátszotta a szezont. 32 mérkőzésen 6 gólt szerzett.
Jó teljesítményének köszönhetően az SL Benfica szerződtette 2008. június 1-jén, így hazatérhetett Lisszabonba, a régi csapata városi riválisához.
3 millió eurót fizettek érte, (40%-át a Recreativo-nak, 40%-át a Sporting-nak és 20%-ot a játékosnak). Öt évre szóló szerződést írt alá.

## Válogatottság
A 2008-as labdarúgó-Európa-bajnokság selejtezőjében volt először kerettag a portugál labdarúgó válogatott keretében. 2006. november 15-én debütált Kazahsztán ellen. Játszott Dánia és Finnország ellen is.

## Sikerei, díjai

### Benfica
- Portugál ligakupa (2008-09)

### Fordítás
- Ez a szócikk részben vagy egészben  a   Carlos Jorge Neto Martins című angol Wikipédia-szócikk fordításán alapul.  Az eredeti cikk szerkesztőit annak laptörténete sorolja fel. Ez a jelzés csupán a megfogalmazás eredetét és a szerzői jogokat jelzi, nem szolgál a cikkben szereplő információk forrásmegjelöléseként.